# Hovedtema
Hovedtema er et musikalsk fagudtryk, der bruges i sonateformen. I den traditionelle wienerklassiske forståelse, hvor sonateformen blev "født" og oftest brugt, er det som regel det maskuline tema modsat det feminine sidetema, men senere (i romantikken) rummer hovedtemaet mulighed for alle musikalske udtryk – dog fastholdes kontrasten til sidetemaet som den vigtigste definition.
| Musik | Spire Denne musikartikel er en spire som bør udbygges. Du er velkommen til at hjælpe Wikipedia ved at udvide den. |